# Blepharella nigra
Blepharella nigra är en tvåvingeart som beskrevs av Louis-Paul Mesnil 1967. Blepharella nigra ingår i släktet Blepharella och familjen parasitflugor. Inga underarter finns listade i Catalogue of Life.